# 나팔꽃
나팔꽃(morning glory)은 메꽃과에 딸린 한해살이풀로서 주변의 식물이나 물체에 지지하여 자라는 덩굴식물이다. 기원지는 중앙아메리카이다.
줄기는 덩굴지고 왼편으로 감기며 키는 2m에 달한다. 잎은 어긋매껴나고 잎자루는 길며 일반적으로 심장 모양인데 세 갈래로 깊이 갈라져 있다. 여름에 남자색 또는 백색, 홍색 등의 나팔 모양의 꽃이 잎겨드랑이에서 아침 일찍이 피었다가 낮에는 오므라들어 시든다. 열매는 둥근 삭과이며 속은 3방으로 나뉘었고 각 방에 보통 2개의 씨가 들어 있다.
관상용으로 각지에 재배한다. 씨는 동양의학에서 견우자라 하여 약용한다.

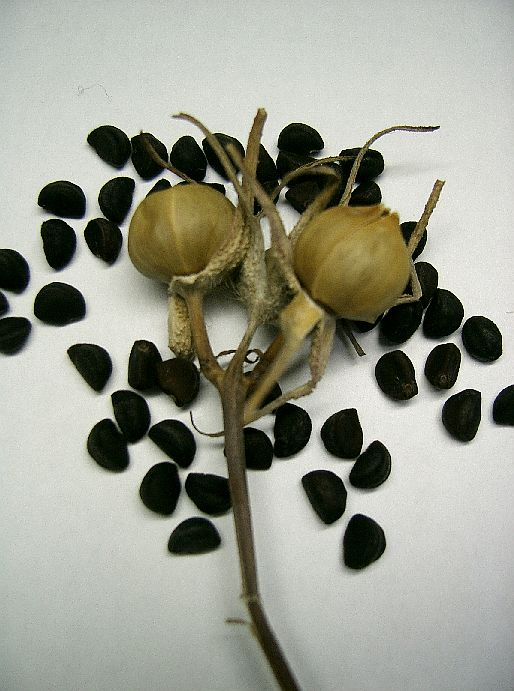